# Pitbullfarm
Pitbullfarm är ett svenskt band, som bildades 2002.
Bandet släppte sitt första album med titeln Pitbullfarm samma år på egen etikett Pitbullfarm Record. 2006 splittrades bandet, men 2012 tackade de ja till att göra en återföreningsspelning på Kuggnäs. Dock med ny sättning.
Efter att det blivit officiellt att bandet existerar igen, har de turnerat och gjort ett hundratal spelningar runtom i Europa, Kanada och Ryssland. 
I november 2016 meddelade bandet på sin officiella facebooksida att de kommer att göra sitt absolut sista framträdande i februari 2017. Men under 2023 har bandet återuppstått med ett par nya medlemmar.
Bandmedlemmar:
Joakim - Sång och Gitarr
Liam - Gitarr
Mattias - Kontrabas
Patrick - Trummor

## Tidigare bandmedlemmar
- Tony - Kontrabas
- Esa - Gitarr
- Stefan - Gitarr
- Micro - Trummor
- Mojje - Trummor
- Jonny - Gitarr

## Diskografi

### Pitbullfarm
Släppt på: Pitbullfarm Record - PFCD 001

### Carolus Rex 8 (Samlingsskiva)
Släppt på: UT Records - CDUT0605

### Welcome to Pussyville (EP)
Släppt på Pretty shitty town record

### Glory hole hallelujah
Släppt på Öppåhåppa Records

### Who the fuck is Billy?
Släppt på Öppåhåppa Records

### Dog's Bollocks
Släppt på Subcultural Records
Our time will come (EP)
Too old to die young (2017)
Släppt på Fence Shitter Records
Back in Business (2024)
Släppt på Chon Chon Records